# Sonja Tolová
Sonja Tolová (* 16. listopadu 1972 Ede, Nizozemsko) je bývalá nizozemská sportovní šermířka, která se specializovala na šerm kordem. Nizozemsko reprezentovala v devadesátých letech a v prvním desetiletí jednadvacátého století. Na olympijských hrách startovala v roce 2004 v soutěži jednotlivkyň. V roce 2009 obsadila třetí místo na mistrovství světa v soutěži jednotlivkyň.